# Edmontosaurus mummie AMNH 5060
AMNH 5060 is het catalogusnummer van het natuurlijk gemummificeerde fossiel van Edmontosaurus annectens dat wordt tentoongesteld in het American Museum of Natural History in New York. Edmontosaurus is een geslacht van plantenetende ornithischische dinosauriërs behorend tot de familie Hadrosauridae (klade Euornithopoda) dat tijdens het late Krijt (Laat-Maastrichtien) leefde in het gebied van het huidige Noord-Amerika (Alaska, Colorado, Montana, New Jersey, North Dakota, South Dakota, Wyoming) en Canada (Alberta en Saskatchewan).

## Vondst

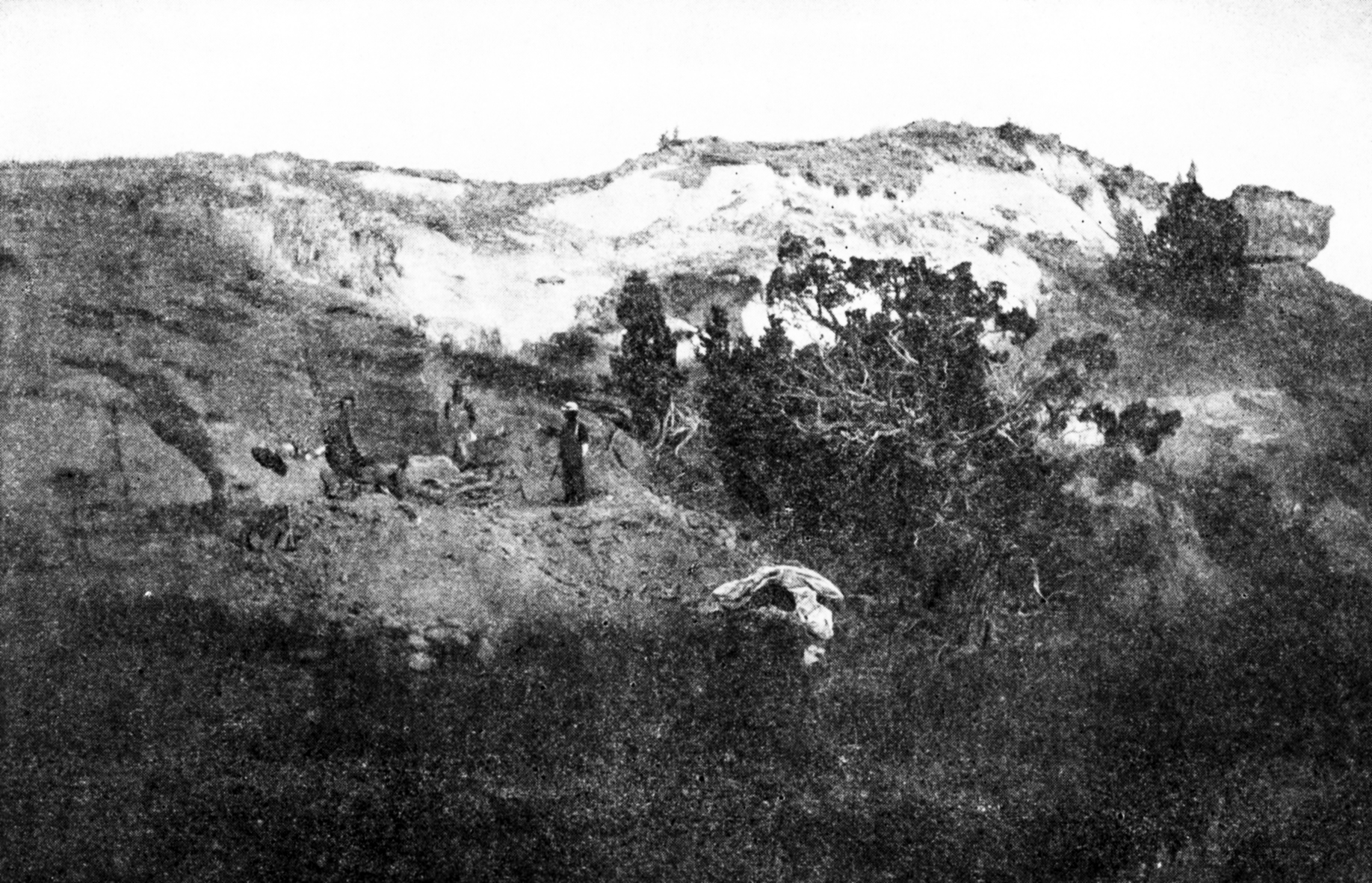
De enige bekende foto van de vindplaats en de opgraving van mummie AMNH 5060, Wyoming (1908).

AMNH 5060 werd in de zomer van 1908 door een bekende familie paleontologen ontdekt in sedimentgesteenten uit het Boven-Krijt van de Lance Creek-formatie in Niobrara County (toen Converse County), in de grote omgeving van Lusk, Wyoming. Deze familie, Charles Hazelius Sternberg en zijn drie zoons George, Charles Mortram en Levi, ondernam een expeditie naar het gebied van Lance Creek in het oosten van Wyoming. In de vroege lente van 1908 vertrokken zij vanuit hun woonplaats in Kansas naar Wyoming waar zij in juli aankwamen. De bedoeling was ten noorden van de North Platte River en ten zuiden van de Cheyenne River in Converse County (nu Niobrara County) een onbewoond gebied van ongeveer 2.600 km² te exploreren op zoek naar één of meerdere schedels van de gehoornde dinosauriër Triceratops voor het toenmalige British Museum of Natural History te London, dat nog geen goed exemplaar had. Maar ook Amerikaanse musea bezaten niet meer dan een handvol van deze grootst bekende schedel (tot 2,5 meter lengte)  van een gewerveld landdier. Het exploratiegebied wordt overheerst door badlands  waar sedimentaire gesteenten uit het Boven-Krijt (Maastrichtien) ontsloten zijn en deel uitmaken van de Lance Creek-formatie. Deze badlands waren al jaren intensief maar vruchteloos door het American Museum of Natural History onderzocht. Voor de Sternbergs verliepen de eerste weken van hun expeditie eveneens zonder succes. In zijn boek The Life of a Fossil Hunter (1909) schreef Charles Sternberg : "Day after day hoping against hope we struggled bravely on. Every night the boys gave answer to my anxious inquiry, What have you found? Nothing."
Maar eind augustus ontdekte Charles een fossiele hoorn die ten gevolge van erosie uit het omgevende gesteente stak. Na opgraving bleek het om een Triceratopsschedel van twee meter lengte te gaan. Even daarna vond de oudste zoon George tijdens de prospectie van nog onbekend gebied beenderen die uit het gesteente staken. Vlakbij vond zijn jongere broer Levi nog meer beenderen die blijkbaar tot hetzelfde skelet behoorden. Vader Sternberg droeg George en Levi op om de zandsteen boven het skelet zorgvuldig te verwijderen. Omdat ze ondertussen ongeveer 105 km van hun basiskamp verwijderd waren en de voedselvoorraad snel begon te slinken, vertrok Charles met Charles (Jr.) Mortram naar Lusk om het verschepen van de Triceratopsschedel naar het British Museum te Londen (nu Natural History Museum) in orde te brengen en om nieuwe voorraden in te slaan. Tijdens de afwezigheid van hun vader beseften George en Levi dat zij blijkbaar een volledig skelet ontdekt hadden dat op de rug lag. Maar naarmate de broers het skelet stap voor stap blootlegden werd het duidelijk dat het niet volledig was. Toen een groot stuk zandsteen van de borst verwijderd werd zag George tot zijn verbazing een perfect bewaard gebleven huidafdruk. In 1930 herinnerde George zich : "Imagine the feeling that crept over me when I realized that here for the first time a skeleton of a dinosaur had been discovered wrapped in its skin. That was a sleepless night for me." Na vier dagen afwezigheid bereikte Charles de vindplaats met nieuwe voorraden. Ondertussen hadden George en Levi het skelet blootgelegd. De opgraving mat 3.6 m in breedte, 4.5 m in lengte en 3 m in diepte. De broers hadden de laatste twee dagen enkel op aardappelen overleefd.
Het is opmerkelijk dat de Sternbergs hun mummie met groot succes prepareerden in de harde omstandigheden van het veld die totaal anders zijn dan de beschermende condities in een laboratorium. Vader Sternberg prees vooral zijn zoon George voor het behendig prepareerwerk waardoor het grootste gedeelte van de huid zeer mooi intact bleef. Van het moment dat er huidafdrukken herkend werden, werd alles in het werk gesteld om elk mogelijk stukje te prepareren. Ondanks de volle hitte en warmte van de zomerzon in Wyoming was George toch in staat een voortreffelijk niveau van prepareerwerk te bereiken waardoor het familieteam de mummie relatief intact uit de omringende matrix kon verwijderen. Maar volgens de Amerikaanse paleontoloog Henry Fairfield Osborn vernietigden zelfs de Sternbergs waarschijnlijk een deel van de huid voordat zij zich konden realiseren dat het aanwezig was. Huidafdrukken manifesteren zich niet noodzakelijk als een ultradun laagje gesteente noch als een kleurverschil. Een huidafdruk wordt als het ware bij toeval opgemerkt, maar op dat moment kan al een deel ongewild vernietigd zijn omdat het niet onmiddellijk als dusdanig werd herkend. Het prepareren van de huidafdrukken werd in het American Museum of Natural History, dat de mummie onder impuls van directeur Osborn voor minstens tweeduizend dollar gekocht had, voltooid door Otto Falkenbach. Vervolgens werd de mummie door Osborn en een andere Amerikaanse paleontoloog, Barnum Brown, in 1911 en 1912 in drie wetenschappelijke artikels beschreven en nadien tentoongesteld in een glazen vitrine, liggend op de rug, zoals het ontdekt werd. Er werd beslist ontbrekende delen niet te reconstrueren.
Alhoewel Sternberg onder contract werkte voor het British Museum waardoor dit het recht had om alle vondsten te verwerven, werd de mummie uiteindelijk door Osborn gekocht. Hij zond zijn collega de paleontoloog Albert Thomson naar Lusk onmiddellijk nadat hij het nieuws over de ontdekking vernam. Osborn deed beroep op Sternbergs vaderlandsliefde en beloofde dat de mummie deel zou uitmaken van de permanente tentoonstelling van het American Museum of Natural History. Toen Thomson ter plaatse was kon hij het fossiel niet naar waarde schatten omdat het reeds in jute verstevigd met schellak voor het transport verpakt was. Sternbergs vraagprijs was tweeduizend toenmalige Amerikaanse dollar. William Jacob Holland, directeur van het Carnegie Museum of Natural History arriveerde te Lusk op dezelfde dag als Thomson. Omdat Osborn begon te vrezen de mummie niet te bemachtigen, betaalde hij vlug een onbekend bedrag voor het fossiel. Het maakt nu nog altijd deel uit van de permanente tentoonstelling van het American Museum of Natural History.

## Betekenis
AMNH 5060 wordt als een van de belangrijkste fossielen van het museum beschouwd. Het was de eerste dinosauriër die gevonden werd waarvan grote delen van het lichaam door huidafdrukken omgeven was en die geborgen werd. AMNH 5060 werd een sensatie binnen de wereld van de paleontologie. Bij zijn wetenschappelijke beschrijving in 1912 voerde Osborn de naam dinosaur mummy in. Sindsdien werden verscheidene dinosauriërmummies met een gelijkaardige graad van preservatie ontdekt. De term dinosaur mummy werd in latere literatuur door sommige auteurs gebruikt om te verwijzen naar nog andere hadrosauriërmummies met uitgebreide huidafdrukken die in Noord-Amerika gevonden werden. In 1910 werd een tweede Edmontosaurusmummie ontdekt, S.M. R4036, eveneens door de Sternbergfamilie. Het skelet van deze mummie is vollediger, maar AMNH 5060 is beter gepreserveerd. In 1912 ontdekte Barnum Brown in Alberta (Canada) een mummie van het toen nieuwe geslacht Corythosaurus. Osborn rapporteerde in zijn beschrijving van 1912 dat de Sternbergmummies eigenlijk niet de eerste waren die ontdekt werden met een aanzienlijke bedekking gefossiliseerde huid. AMNH 5060 was het eerste specimen dat nagenoeg intact uit het veld kwam, maar er waren toen al zeven specimina met huidafdrukken gerapporteerd.
In 1884 ontdekte J.L. Wortman, toenmalig curator van het Department of Vertebrate Paleontology van het American Museum of Natural History het type specimen van Trachodon mirabilis (AMNH 5730), een uitmuntend specimen dat als onderdeel van de verzameling van de dinosauriërs van de Amerikaanse paleontoloog Edward Drinker Cope in het museum werd opgesteld. Omdat de staart intact is, is het vollediger dan AMNH 5060 waarvan de voeten, de staart en een deel van het bekken in de loop der tijden door oppervlakte-erosie verloren gingen. Wortman rapporteerde dat het Trachodonskelet oorspronkelijk door een natuurlijk afgietsel van de opperhuid omgeven was maar dat hij het vernietigd had omdat hij enkel het skelet uit het gesteente wilde verwijderen. Wortmans hadrosauriër kan dus een meer volledige mummie geweest zijn dan hadrosauriër AMNH 5060 van de Sternbergs. Het enige dat volgens Osborn restte van de  huidafdrukken van AMNH 5730 zijn drie stukken van de staart. 
Na zijn beroemde vondsten uit 1908 en 1910 vond Charles Sternberg nog hadrosauriërs waaronder nog een uitzonderlijk specimen met huidafdrukken. Tezamen met een grote verzameling andere fossielen uit de Badlands van Alberta, werden veel van deze hadrosauriërs aangekocht door de Engelse paleontoloog Arthur Smith Woodward, toenmalig curator van het British Museum of Natural History. In 1916, tijdens de Eerste Wereldoorlog, werden deze vondsten over de Atlantische Oceaan verscheept, maar het Canadees transportschip Mount Temple dat de tweeëntwintig kisten met fossiele beenderen vervoerde werd op zes december door een Duits schip getorpedeerd. Het manifest van de fossielen aan boord van de Mount Temple vermeldt niet duidelijk wat juist verscheept was. Het verlies van 'twee hadrosauriërs' wordt dikwijls vermeld, maar onderzoek leerde dat minstens vier specimina hadrosauriërs verloren gingen. In tegenstelling tot wat algemeen beweerd werd schijnen er geen 'twee mummies' aan boord geweest te zijn.  
In 2000 werd in de Judith River-formatie (Campanien, Boven-Krijt) van Montana nog een hadrosauriërmummie ontdekt van het geslacht Brachylophosaurus (bijgenaamd Leonardo) en in 2006 in de Hell Creek-formatie (Laat-Maastrichtien, Boven-Krijt) van North Dakota nog een Edmontosaurusmummie (bijgenaamd Dakota). In 1987 stelde Gregory S. Paul dat dankzij de zeer goed gepreserveerde mummies het uiterlijk van Edmontosaurus en van Corythosaurus beter kan gereconstrueerd worden dan van om het even welke andere dinosauriër. De meeste huidafdrukken van dinosauriërs zijn afkomstig van Hadrosauridae. Bij de Noord-Amerikaanse dinosauriërs uit het Maastrichtien komen huidafdrukken eenendertig keer meer voor bij hadrosauriden dan bij enige andere groep. De oorzaak hiervan is onduidelijk. Van alle bekende hadrosauride huidafdrukken behoort 25 % tot Edmontosaurus. AMNH 5060 heeft de wetenschappelijke interpretatie van de Hadrosauridae aanzienlijk beïnvloed en wordt als een van de best gepreserveerde dinosauriërs beschouwd die ooit ontdekt werden. Osborn zei in 1911 : This truly wonderful specimen, therefore, nearly doubles our previous insight into the habits and life of a very remarkable group of reptiles'.

## Beschrijving

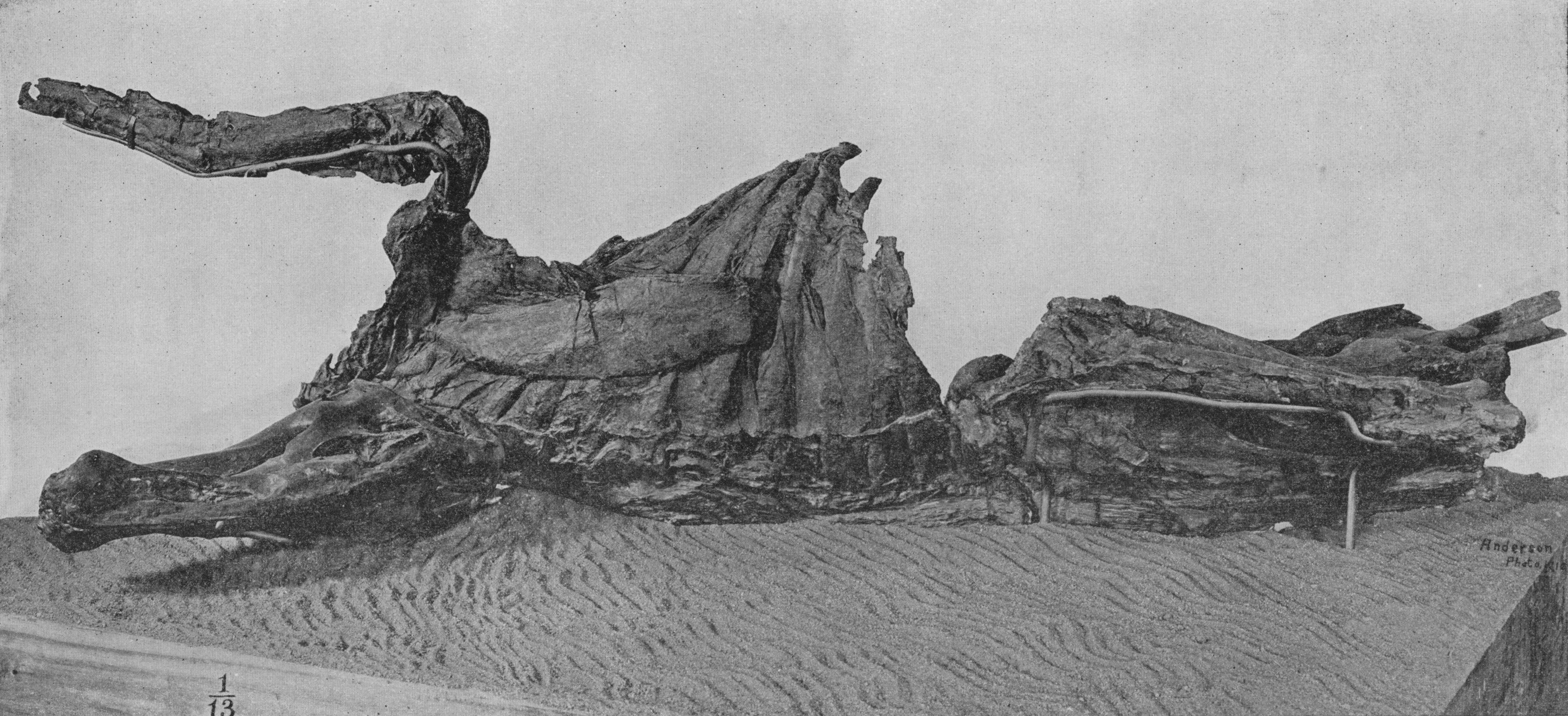
Edmontosaurus annectens mummie AMNH 5060 in dorsaal aanzicht. American Museum of Natural History, New York.

Bij de ontdekking lag de mummie op de rug, de nek en de kop naar boven en naar achter gebogen wijzend naar de rechterkant van het lichaam, de voorpoten uitgestrekt en de knieën naar voor getrokken. De beenderen lagen in anatomisch verband, dus nog onderling met elkaar verbonden, en ze zijn, in tegenstelling tot vele andere dinosauriërfossielen, niet afgeplat. AMNH 5060 werd dus driedimensionaal gepreserveerd zonder beduidende vervorming. De staart, het achterste deel van het bekken en de voeten ontbreken, voor de rest is het skelet volledig. 

### Huid
Twee derden van de huid zijn bewaard gebleven. Toen de mummie ontdekt werd was het skelet waarschijnlijk volledig door een afdruk van de huid omgeven, maar dit ging door het vrijmaken uit het omringende sedimentair gesteente gedeeltelijk verloren. Op de rechterzijde van de romp, op de borst, de nek, de keel en de voorpoten zijn de huidafdrukken intact gebleven. Naast huidafdrukken merkte Charles Sternberg ook de afdrukken van spieren op. Mogelijk werden zelfs afdrukken van organen gepreserveerd, maar dat kan enkel door röntgenapparatuur en computertomografie aangetoond worden (Carpenter, 2007). De huid is stevig aan de beenderen vastgehecht en gedeeltelijk in het inwendige van het lichaam getrokken tussen de beederen door, wat erop wijst dat het kadaver voordat het ingebed werd uitdroogde. In 1910 zouden de Sternbergs nog een Edmontosaurusmummie vinden, S.M. R4036, waarbij de huid op een totaal andere wijze gepreserveerd werd en dus op een andere vorming van de mummie wijst.
In verhouding tot de lichaamsgrootte was de huid dun en delicaat. Het bestond uit niet-overlappende 'schubben' (Latijn : tubercula (knobbels)), wat voor Dinosauria karakteristiek is. Er kunnen twee soorten tubercula onderscheiden worden, nl. kleine ronde knobbels met een diameter van 1 tot 3 mm die evenredig verdeeld waren over de gehele oppervlakte van de huid, en grotere vijfhoekige tubercula met een diameter van minder dan 5 mm die in onregelmatige clusters het oppervlak gevormd door de kleine tubercula onderbreken en ook wat hoger liggen ten opzichte van de kleine knobbels. Deze clusters bestonden uit tussen de twintig en enkele honderden grotere knobbels en werden begrensd door knobbels met een grootte en vorm intermediair tussen de kleine ronde en de grotere vijfhoekige knobbels. Op de borst en het abdomen zijn de clusters klein, ovaalvormig en gerangschikt in onregelmatige overlangse lijnen. Naar de zijkanten van de romp worden de clusters onregelmatiger van vorm en groter, 5 tot 10 cm in diameter. De grootste clusters, 50 cm in diameter, bevonden zich boven het bekken, en vermoedelijk bevonden er zich even grote clusters over de gehele lengte van de rug. De huid boven spieren en gewrichten was meestal van kleinere tubercula voorzien om meer flexibiliteit toe te laten. Grotere tubercula komen voor op plaatsen waar de huid strak tegen de beenderen gedrukt is. De grootste bewaard gebleven tubercula zijn meerhoekig, hebben een diameter tot 1 cm en bevinden zich op de buitenzijde van de armen. De binnenzijde van de armen was volledig bedekt met kleine tubercula. Ook op de huid aan de binnenkant van de dij bevonden zich relatief kleine tubercula. Van de buitenkant van de dijen zijn geen huidafdrukken bewaard gebleven. Een huidfragment uit het gebied van het neusgat draagt tubercula met een diameter van 3 tot 5 mm. De paleontoloog Henry Fairfield Osborn beschouwde een 25 cm lange en 7 tot 8 cm brede huidafdruk boven de nekwervels als deel van een soort kam bestaande uit losse huid die langs de middenlijn van de nek en rug liep. Hij observeerde dat deze kam boven de gewrichtscontacten van de wervels geplooid was om de mobiliteit van de nek te verzekeren. Hierdoor zag de kam eruit als die van een haan. Tussen de plooien bevond zich huid met een ovale cluster van grotere tubercula. De bovenkant van de kam was tijdens het blootleggen van de mummie verloren gegaan, zodat de hoogte ervan niet meer kan achterhaald worden. Ondertussen werd de 'kam' geïdentificeerd als een verschrompeld achterhoofdsligament en de plooiing is het gevolg van het mummificatieproces.

### Hand

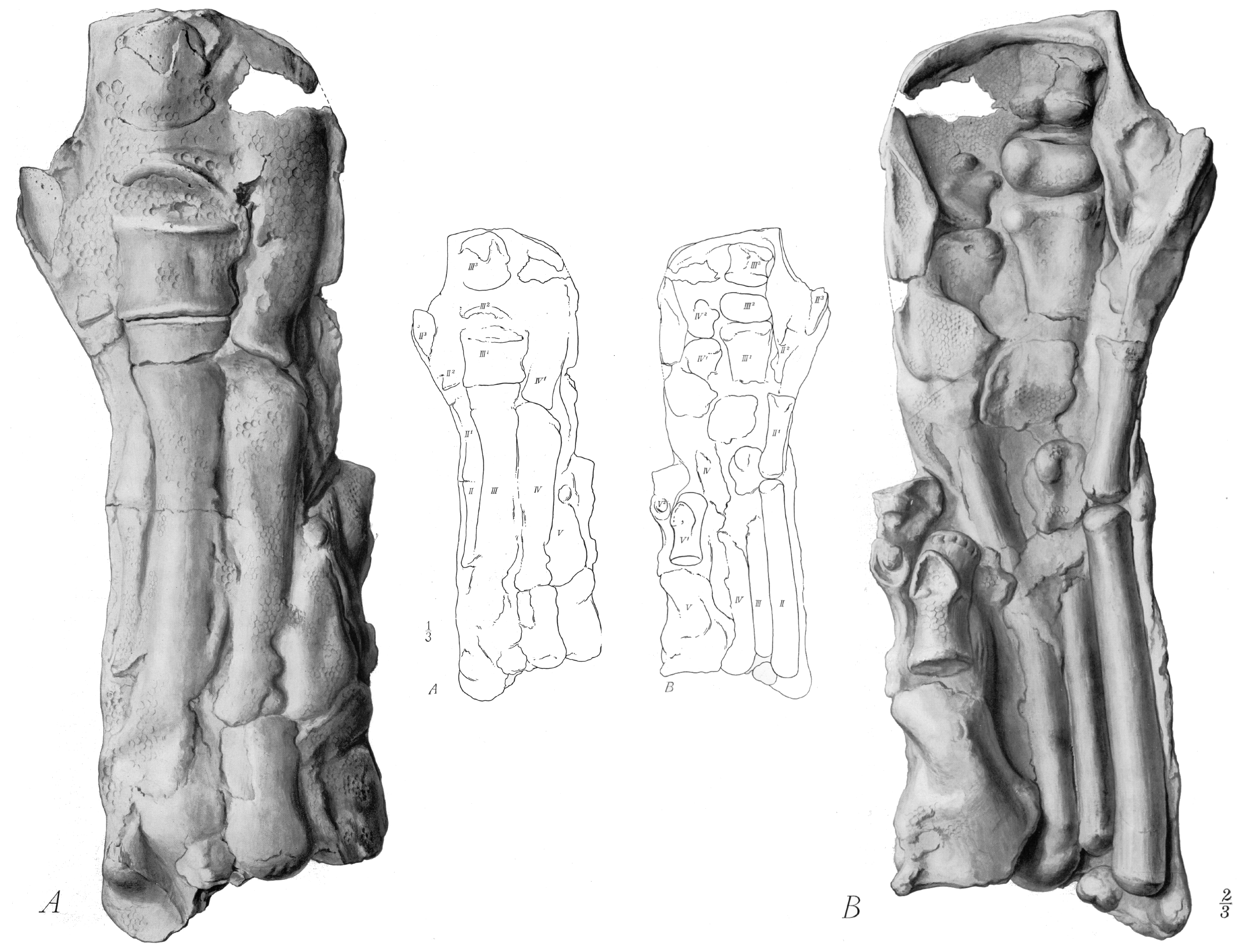
Tekening van de boven- (links) en onderkant (rechts) van de rechterhand van AMNH 5060 met de middenhandsbeenderen en vingers omgeven door huid, restant van een vlezige 'zool'.

Dankzij de mummie was het voor de eerste keer mogelijk een accurate reconstructie van het handskelet van een hadrosauriër te maken. In 1892 nam Othniel Charles Marsh in zijn reconstructie van het handskelet van de toen al bekende Edmontosaurus annectens (toen bekend als "Trachodon annectens") aan dat de handwortel (carpus) uit twee volledige rijen verbeende handwortelbeenderen (ossa carpi) bestond, maar in 1912 wees Barnum Brown op basis van de hand van  AMNH 5060 erop dat er slechts twee verbeende handwortelbeenderen aanwezig zijn. Deze beenderen bevinden zich onmiddellijk boven elkaar en boven het derde middenhandsbeen. Deze rangschikking geeft waarschijnlijk de originele positie bij leven weer, daar de beenderen in beide handen dezelfde rangschikking vertonen. Verder wees Brown erop dat de eerste vinger ontbrak en dat de tweede tot de vijfde vingers elk uit drie kootjes bestaan. Marsh had in zijn reconstructie de eerste vinger als een gereduceerd lid met slechts twee kootjes weergegeven, terwijl de vijfde vinger afwezig was. De vingers van AMNH 5060 zijn gedeeltelijk met elkaar verbonden door een omhulsel van huidafdrukken. Hierdoor suggereerde Osborn in 1912 dat er tussen de vingers vliezen aanwezig waren zodat de voorpoten als peddels konden gebruikt worden, volgens Osborn een duidelijke indicatie van een aquatische levenswijze voor Edmontosaurus en vermoedelijk ook voor de andere "Trachodontidae" Lydekker, 1888, een taxon dat in de dertiger jaren in de literatuur vervangen werd door het taxon Hadrosauridae Cope, 1869. De vliezen zouden tot vijf cm voorbij de vingertoppen gereikt hebben. Osborn observeerde de afwezigheid van duidelijke hoeven en grote vlezige kussens errond, een kenmerk dat karakteristiek is voor een voornamelijk terrestrisch dier.
De discussie over een aquatische levenswijze werd al in 1906 in gang gezet door de ontdekking door Brown van een goed gepreserveerde afgeplatte staart van een hadrosauriër. De hypothese over een aquatische levenswijze bleek in overeenstemming te zijn met een beschrijving uit 1883 van hadrosauriërtanden door Cope waarin hij stelde dat deze slechts zwak vastgehecht en delicaat zijn en dus enkel geschikt voor het eten van zachte waterplanten. Na de ontdekking van de twee mummies met de veronderstelde zwemvliezen tussen de vingers werd de hypothese een paleontologisch dogma. Pas in 1964 rees er twijfel over de zwemvliezenhypothese. John Harold Ostrom toonde aan dat de hoog ontwikkelde en uitgebreide tandenbatterij van hadrosauriden ontworpen was om harde landplanten, zoals coniferen, te verpletteren en te vermalen. Daarbij wijst de bouw van het skelet, onder meer de stijve afgeplatte staart, op een hoog gespecialiseerde bipedale voortbeweging op het land, waarbij de staart als balancerend tegengewicht dient. Ostrom stelde vast dat, zoals bij vele andere herbivore dinosauriërs wel het geval was, hadrosauriden geen osteodermen of gelijkaardige structuren hadden om zich te verdedigen tegen predatoren en hij argumenteerde dat de zwemvliezen gebruikt werden om in geval van gevaar te ontsnappen in het water. In 1986 verklaarde Robert Bakker dat Edmontosaurus geen zwemvliezen had, en dat de huid tussen de vingers een overblijfsel was van een vlezige 'zool' die de hand omgaf en tijdens de mummificatie afgeplat werd. Hedendaagse gemummifieerde kameelkadavers vertonen huidstructuren die veel gelijkenis vertonen met de huidstructuren rond de hand van Edmontosaurus. Verder stelde Bakker vast dat de vingers kort waren en daardoor bijna niet konden gespreid worden, waardoor ze duidelijk verschillen van de lange spreidtenen van hedendaagse zwemmende dieren zoals eenden. De zwemvliezentheorie is vandaag algemeen verworpen.
De handpalmen van AMNH 5060 zijn achterwaarts gericht omdat het kadaver op de rug ligt. Hierdoor werden de armen gespreid en raakten de opperarmbeenderen los van de schouderbladen. Het spaakbeen en de ellepijp (onderarm) liggen parallel ten opzichte van elkaar in beide voorpoten en het spaakbeen is verbonden met de buitenste condylus van het opperarmbeen (humerus). Dit geeft aan dat bij het levende dier de handpalmen naar binnen gekeerd waren. Ook fossiele sporen van hadrosauriden laten zien dat de handpalmen naar binnen gekeerd werden gehouden en slechts iets naar achteren gekeerd. Maar vele skeletten werden foutief opgesteld doordat het spaakbeen de ellepijp kruist i.p.v. er parallel aan te lopen waardoor de handpalm naar achteren gericht staat, of het spaakbeen werd verbonden met de binnenste van de twee condyli van het opperarmbeen i.p.v. met de buitenste condylus.

### Neusgaten
Zoals bij andere specimina Edmontosaurus zijn ook bij AMNH 5060 de zijkanten van de snuit uitgehold door een grote, verlengde depressie (fossa), de fossa circumnarialis, waarin de neusgaten lagen. Dankzij de uitzonderlijke preservatie konden deze in detail bestudeerd worden. De mummie toont aan dat de neusgaten niet de volledige fossa besloegen. In een wetenschappelijk artikel uit 1942 suggereerden Nelda Wright en Richard Swann Lull dat in de fossa huidafdrukken bewaard gebleven zijn. Een uitdieping in deze mogelijke huid in het voorste gedeelte van de fossa kan volgens Wright en Lull de locatie van de neusgaten markeren. De huid is glad en gerimpeld, en er zijn geen tubercula in tegenstelling tot de rest van het lichaam. Daarom wordt Edmontosaurus dikwijls afgebeeld met een gladde opblaasbare huid over de rest van de fossa. Maar de paleontologen Jonathan Wagner en Albert Prieto-Márquez vonden in 2015 fijne afdrukken van meerhoekige 'schubben' in het voorste gedeelte van de fossa achter de bek. De aanwezigheid van deze 'schubben' toont aan dat de rest van de huid dat eens de fossa bedekte 'schubben' kan gedragen hebben. Prieto-Márquez en Wagner verkiezen daarom een oudere interpretatie uit 1975 door de Amerikaanse paleontoloog James Allen Hopson die een 'schubbige' opblaasbare huid voorstelde met heldere kleuren tussen de 'schubben' die enkel zichtbaar werden wanneer de 'blaas' bol stond. Wagner en Prieto-Márquez suggereerden verder dat richels in de fossa waarschijnlijk de overblijfselen zijn van verankeringspunten van vroegere weefselstructuren. De achterste rand van het benige neusgat was naar voren verlengd met een structuur die wellicht uit kraakbeen bestond. Dit wijst erop dat het achterste deel van het neusgat door zacht weefsel bedekt was waardoor een neusholte werd gevormd. Daar deze bedekking blijkbaar tot het achterste deel beperkt was, is het waarschijnlijk dat de opening van het neuskanaal naar het inwendige van de schedel ook in het achterste gedeelte lag. Een richel die diagonaal over de fossa loopt kan het aanhechtingspunt geweest zijn van een tussenschot uit kraakbeen dat de neusholte ondersteunde. De richel eindigt laag in de voorzijde van de fossa, de locatie die de meest waarschijnlijke is voor het neusgat. Daardoor zal de neusholte die door deze richel ondersteund werd het voornaamste luchtkanaal geweest zijn.

### Verbeende ligamenten
In 1909 beschreef Charles Sternberg honderden verbeende pezen die langs de wervelkolom lopen en ongeveer de dikte hebben van een potlood. Hij veronderstelde dat dit defensieve structuren waren die niet door carnivore dinosauriërs zoals de gelijktijdig levende Tyrannosaurus konden doorboord worden. Deze verbeende pezen dienden echter om de wervelkolom rigide te maken waardoor buigende krachten tijdens het voortbewegen op de wervelkolom uitgeoefend tegengewerkt werden. Alhoewel bij de mummie de staart ontbreekt is bij andere Edmontosaurusspecimina ook de staart door verbeende pezen verstevigd en stijf gemaakt, een indicatie dat hadrosaurïers en de meeste andere dinosauriërs tijdens het voortbewegen de staart boven de grond hielden als tegengewicht voor de rest van het lichaam.

### Versteende maaginhoud
Sternberg beschreef ook gecarboniseerde voedelresten in het gebied van de maag. In 1922 onderzocht Kräusel een versteende cluster bruin plantaardig materiaal, gevonden in de Senckenbergmummie S.M. R4036, dat voornamelijk uit takken en naalden van coniferen bestaat. Maar het kan bij beide mummies niet uitgesloten worden dat dit plantaardig materiaal post mortem in de buikholte gespoeld werd.

## Tafonomie

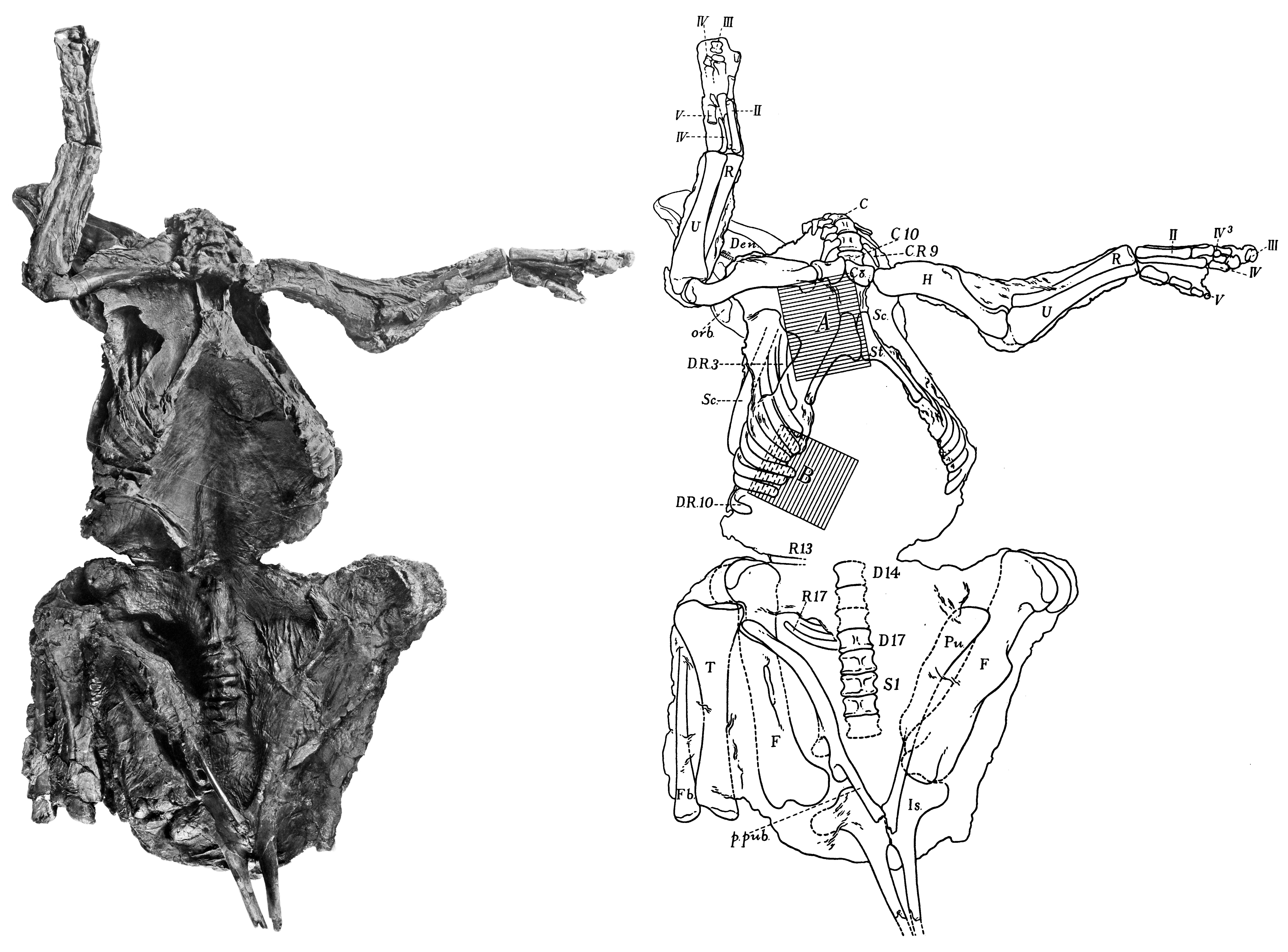
Foto en tekening van AMNH 5060 in ventraal aanzicht.

Door het ontbreken van monsters van de sedimentaire gesteenten in de omgeving van de vindplaats wordt de reconstructie van de tafonomische processen waaraan de mummie na het bedekken door riviersediment onderhevig was bemoeilijkt. 

### Volgens Sternberg
Door de houding waarin de mummie werd ontdekt veronderstelden Charles H. Sternberg in 1909 en zijn zoon Charles Mortram in 1970 dat de hadrosauriër in het water stierf, waarvan zij aannamen dat dit de habitat van het dier was. Door ontbindingsgassen ontstond er zwelling, begon het kadaver te drijven en draaide het op de rug. De zware schedel hing omlaag in het water onder een hoek ten opzichte van de rest van het lichaam. Toen de in het kadaver ingesloten ontbindingsgassen uiteindelijk ontsnapten zonk het. De schedel raakte het eerst de bodem en plooide tezamen met de hals scherp terug in de richting van de rechterschouder. De knieën werden tot tegen het lichaam opgetrokken. Door het gewicht van de afdekkende sedimenten of door het ontsnappen van de ontbindingsgassen trad de huid binnen in de buikholte waar de organen grotendeels vergaan waren en waardoor een holle ruimte ontstond. Door het drijven waren de armen uitgestrekt, waarvan de rechterarm naar boven wees.

### Volgens Osborn
Omdat de huid zo diep in de buikholte en ribbenkast getrokken was suggereerde Osborn in 1911 dat de mummie op een droge rivierbedding of op een zandbank in de meander van een rivier moet blootgesteld geweest zijn aan de zon, maar onaangetast bleef door aaseters. Spieren, ingewanden en andere organen droogden volledig uit, waardoor de door het uitdrogen harde en leerachtig geworden huid in de lichaamsholte zonk en ten slotte stevig aan de beenderen vastgehecht werd. Door de droogte werd het kadaver kleiner, maar de huid overleefde het samentrekkingsproces en was grotendeels intact. Alleen daar waar het niet meer paste door de gewijzigde morfologie van het lichaam verrimpelde het. Na het uitdrogen werd het kadaver door een overstroming meegesleurd en kwam het in het water terecht waar het snel door sediment bedekt werd. De theorie van Osborn past beter bij de uitzonderlijk goede staat van preservatie van de huid die, moest het kadaver lang met water in contact geweest zijn, in een veel slechtere staat zou geweest zijn. Verder stelde hij vast dat de huid bewaard bleef als afdrukken, niet als origineel organisch materiaal. Toen het uitgedroogde en stijve kadaver, nadat het in een rivier terechtgekomen was, snel door sediment bedekt werd, ontstonden condities waardoor een voortreffelijke 'mal' van de oppervlaktedetails van het lichaam van de hadrosauriër gevormd werd, vooraleer door het water de zachte weefsels zelf volledig begonnen te ontbinden. Het fijnkorrelige sediment waarin de hadrosauriër ontdekt werd (een combinatie van fijn rivierzand en klei) droeg mee bij tot het ontstaan van de tot in de kleinste details bewaard gebleven huidafdrukken. Huidafdrukken zijn overduidelijk sporenfossielen en worden als 'fossiele huid' beschouwd omdat elk spoor dat van prehistorisch leven getuigd een fossiel is. Dinosauriërmummies zijn een combinatie van zowel sporenfossielen (de 'fossiele huid') als van lichaamsfossielen (de fossiele beenderen). Osborn's theorie wordt als de meest plausibele beschouwd.

### Doodsoorzaak
Alhoewel we niet zeker kunnen zijn van de doodsoorzaak wijzen verschillende kenmerken van het fossiel erop dat de hadrosauriër door verhongering omkwam tijdens een lange droogteperiode. In 1912 beschreef Osborn ; " ... de spieren en ingewanden waren volledig uitgedroogd door de zon, en de opperhuid, hard- en leerachtig geworden, rond de poten gekrompen en strak over het oppervlak van de beenderen getrokken ... De huid is ook strak rond het schouderblad getrokken, precies zoals geobserveerd werd bij bestaande hagedissen na blootstelling en uitdroging door de zon." Osborn's beschrijving is dezelfde als die van Hillman en Hillman over kadavers geobserveerd tijdens Afrikaanse droogte : "op enkele dagen tijd werd de huid hard door uitdroging en kon enkel met een handzaag gesneden worden. Op de uitdroging volgde kreukelen en samentrekking waardoor de beenderen zich duidelijker onder de huid aftekenden bij dieren die al een tijd dood waren." De mummie draagt geen enkel spoor van aaseters, wat opmerkelijk is voor een kadaver van drie ton. Dit wijst op uitzonderlijke omstandigheden waarbij tijdens een droogteperiode het aantal kadavers de capaciteit van aaseters overtreft. Walker et al. observeerden dit fenomeen in resp. Zuid- en Oost-Afrika tijdens droogte. Haynes stelde vast dat olifantkadavers onaangeroerd bleven omdat de droogte aaseters uit het gebied verdreef en/of dat zij de voorkeur hadden voor de kadavers van bepaalde soorten. Ook microbiele aaseters (ontbinding door microben) stoppen hun activiteiten tijdens droogte omdat het microbieel metabolisme water vereist. Het hadrosauriërkadaver blijkt snel door sediment begraven te zijn geweest in een point bar (en:point bar), wat aantoont dat het dier in de buurt van water gebleven was op het moment dat het stierf. Vele onderzoeken tonen aan dat de oorzaak van sterfte door droogte bij grote hoefdieren verhongering is, en niet dorst. Grote hoefdieren moeten zich tijdens droogteperiodes in water baden om dood door oververhitting te voorkomen. Deze afhankelijkheid van water beperkt de afstand die deze dieren kunnen afleggen op zoek naar voedsel en veroorzaakt het verdwijnen van de vegetatie in de nabijheid van de overgebleven waterbronnen door overbegrazing en vertrappeling. Cornfield, Conybeare en Haynes en Haynes brachten de verspreiding van olifantenkadavers tijdens droogte in kaart en stelden een sterke correlatie vast tussen de nabijheid van waterbronnen en de dichtheid van de verspreiding van de kadavers. Het aantal kadavers vermindert naargelang de afstand tot de waterbron toeneemt. Het is zeer aannemelijk dat hadrosauriërs, waarvan het gemiddelde lichaamsgewicht meer dan drie ton bedroeg, ook aan water gebonden waren om bij droogte oververhitting te voorkomen.

### Sedimentologie

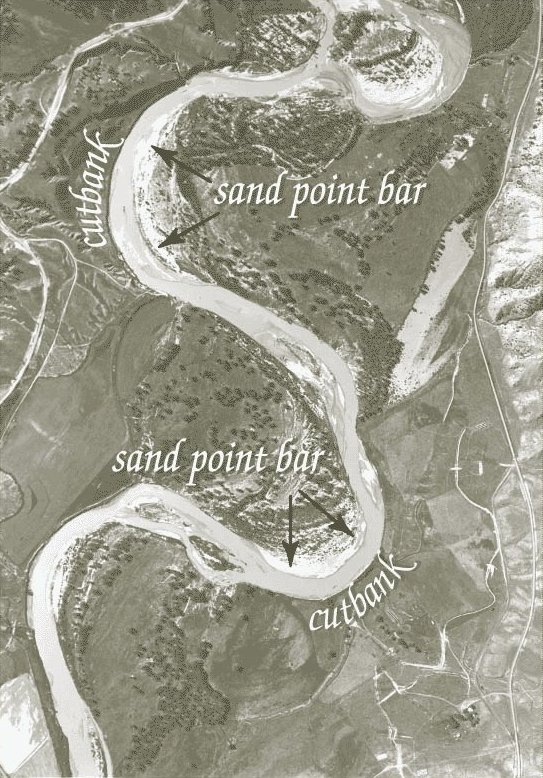
Luchtfoto van een meanderende rivier. De sedimenten die opgestapeld worden in de binnenste bocht van de meanders vormen point bars (:en:point bar). De buitenste bocht van de meanders, waar veel erosie plaats vindt, wordt cut bank genoemd (:en:cut bank).

Osborn opperde dat de sleutel tot de uitzonderlijke preservatie van de mummie de snelle inbedding in sediment was voordat het kadaver volledig kon ontbinden. Daarom moeten we kennis hebben van de matrix of de sedimenten die AMNH 5060 omgaven omdat deze enkele van de meest fundamentele sleutels kunnen bieden over hoe de mummie gepreserveerd werd. Op het fossiel rest er weinig van het omgevende gesteente maar zowel Charles Sternberg als Osborn verschaften hier informatie over. Sternberg vermeldde dat meer dan tien voet (ca. drie meter) zandsteen boven de mummie moest verwijderd worden om het fossiel te bereiken. Dit wordt bevestigd door een foto van de vindplaats uit 1908. Osborn vermeldt dat het specimen vervat zat in fijn rivierzand vermengd met klei. Zulke mengeling van zand en klei komt in de Lance Creek-formatie, waar de mummie gevonden werd, algemeen voor. De Lance Creek-formatie (of Lance-Formatie) bestaat uit sedimenten die in een zoetwateromgeving werden afgezet, zoals point bars (en:point bar), rivierkanalen, overstromingsvlaktes, crevasse splays (en:crevasse splay) en oeverwallen. De meeste afzettingen zijn slechts enkele voet dik, maar op sommige locaties overschrijden ze diktes van tientallen voet in of dicht bij een rivierkanaal.  Zulke afzettingen worden op een paar uur of een paar dagen gevormd. Als hierdoor een kadaver volledig begraven wordt spreekt men van snelle inbedding. Daarom worden de best gepreserveerde dinosauriërmummies aangetroffen in zandsteen met een dikte van meerdere voet. Maar de snelle inbedding van deze hadrosauriër was niet alleen het gevolg van sedimentatie door een overstroming.
Twee gelijktijdige processen kunnen een kadaver dat in stromend water ligt in sediment inbedden. Dit zijn het verwijderen van zand (sediment) rond het kadaver en door migratie (verplaatsing) van zandophopingen onder water over de rivierbedding waardoor een kadaver (of een ander obstakel) in soms slechts enkele uren volledig door sediment kan omvat worden. Het 'opeenstapelen' van het water op de stroomopwaartse kant van het kadaver doet de stroomsnelheid toenemen wanneer het water langs de zijkanten ervan verder stroomt. Het wordt immers in bewegingsvrijheid beperkt door het water dat zich tussen het kadaver en de oever bevindt. Het snel stromende water verwijdert het zand rond de stroomopwaartse kant en de zijkanten van het kadaver waardoor uiteindelijk zoveel sediment verwijderd wordt dat een depressie gevormd wordt waar het kadaver in glijdt. Ondertussen wordt het zand dat weggespoeld werd naar de lijzijde van het kadaver geduwd waar de stroomsnelheid veel lager is en waar het afgezet wordt als een stroomafwaartse spits toelopende wig. Een kadaver kan dus eigenlijk de omstandigheden voor de eigen inbedding opzetten. Wanneer de stroomsnelheid hoog is zal toegevoegd sediment de inbedding versnellen. De foto van de vindplaats toont dat de hadrosauriër op de grens tussen de laagste hellende zandsteenlagen in een opeenstapeling van minstens vijf lagen lag. Deze zandsteenlagen missen de typische eigenschappen van rivierzand dat op de bodem van een rivierkanaal afgezet werd.
De onder een hoek staande dunner wordende zandsteenlagen die zichtbaar zijn op de foto van de vindplaats tonen aan dat het kadaver van de hadrosauriër in de sedimenten van een point bar ingebed werd. Een point bar wordt gevormd door sedimenten die in de binnenkant van een rivierbocht afgezet zijn. Omdat elke overstroming de point bar met nieuw sediment bedekt kunnen de oorspronkelijke oppervlakken in een verticale doorsnede gezien worden als gesteentelagen die onder een hoek staan. Elke laag sediment schuift het rivierbed verder van de point bar af. Hierdoor liggen de bovenste, dunnere lagen op de lagere, dikkere lagen welke laatste afgezet werden tijdens de overstroming. Een verticale doorsnede door de lagen van een point bar toont dus opeenvolgende dunner wordende lagen. De grote hoeveelheden zand (sediment) die nodig waren om het kadaver volledig te bedekken zijn afkomstig van tijdens de overstroming instortende delen van de rivieroever die in het rivierkanaal terechtkomen en uit fijnkorrelige sedimenten van de overstromingsvlakte bestaan. Het instorten van een rivieroever gebeurt meestal in de buitenste meanders van rivieren waar het stromend water de steile oever ondermijnt. Een instortende oever fragmenteert in kleinere blokken sediment en in los sediment (onder meer zand en klei in het geval van de Lance Creek-formatie). Deze hoeveelheid puin hindert de waterstroom waardoor het door de extra 'wrijving' onmiddellijk geërodeerd wordt. Zandig sediment erodeert snel en voegt dus extra sediment toe aan de normale getransporteerde hoeveelheid. Het ondermijnen van rivieroevers met daaropvolgende instorting neemt in frequentie toe naarmate de stroomsnelheid toeneemt met het hoogtepunt voor het moment dat het rivierwater over de oevers op de overstromingsvlakte vloeit. De sedimentologische kenmerken van de vindplaats waar de mummie aangetroffen werd tonen aan dat het zich aan de stroomafwaartse kant van een point bar bevond die zich in een rivierkanaal aan het uitbreiden was.

### Diagenese en fossilisatie
Op het einde van de droogteperiode werd het gebied waar de mummie gevonden werd getroffen door een overstroming. De hieruit volgende door snel stromend water toegenomen erosie deed rivieroevers instorten, wat de grote hoeveelheid extra sediment leverde dat nodig was om het kadaver van de hadrosauriër te begraven voordat de weefsels zachter werden en voordat het ten prooi viel aan aaseters of ontbond. Het enorme volume water dat tijdens de overstroming door het rivierkanaal stroomde kan het kadaver wat verplaatst hebben. Uiteindelijk kwam het terecht langs de stroomafwaartse kant van de point bar, waar de stroomsnelheid lager was en waar het door het snel ophopende sediment volledig ingebed werd in een meer stabiele, vochtige omgeving. Van buitenaf werd het kadaver langzaam terug vochtig waardoor de microbiële ontbinding weer geactiveerd werd. Het fossiliseren kan enkel een aanvang nemen als bacteria gerevatiliseerd zijn. Het is opmerkelijk dat ontbinding en biomineralisatie hand in hand gaan. Bijna alle Bacteria kunnen mineralen opnemen uit de omgeving (autogenetische mineralisatie) of opslaan in de wanden van hun cellen (autolithificatie). Afhankelijk van de soort bacterie en van de onmiddellijke microbiële omgeving kunnen beide processen op één specimen voorkomen. Mineralisatiesnelheid wordt grotendeels bepaald door het aantal ionen die beschikbaar zijn voor het metabolisme van de bacteriën. Mogelijk vormden de gerevitaliseerde bacteriën een biofilm op het kadaver. Hiervoor was een permanente aanvoer van ionen uit het grondwater dat door de point bar sijpelde beschikbaar, maar ook uit het kadaver zelf. 
Het fossiel van de mummie laat duidelijk zien dat het kadaver van de hadrosauriër het grootste deel van de oorspronkelijke vorm behouden heeft. Zulke driedimensionale fossielen zijn uitzonderlijk omdat de meeste skeletten door het ontbinden van de weefsels die een skelet in het anatomisch verband houden (bv. spieren en ligamenten) in elkaar vallen. Het behoud van de driedimensionaliteit van het skelet wijst erop dat tijdens de ontbinding van de weefsels het omgevende sediment ter plaatse gefixeerd werd. Dit werd bekomen doordat op de huid van het kadaver door bacteriën een omhulsel van mineralen afgezet werd (biomineralisatie). Door hetzelfde principe worden ook concreties gevormd. Omdat er tijdens de preparatie geen aantekeningen werden gemaakt en omdat er geen monsters van het gesteente dat de mummie omgaf werden bijgehouden, is het niet bekend welke mineralen gevormd werden of hoe uitgebreid het gemineraliseerde omhulsel was. In de Lance-formatie is calciumcarbonaat (CaCO3) het typische cement waarmee concreties gevormd worden. Mogelijk bestond het omhulsel dus ook gedeeltelijk uit calciumcarbonaat dat trouwens het meest voorkomende mineraal is dat door Bacteria neergeslagen wordt, vooral in de nabijheid van ontbindend organisch materiaal. Een ander mineraal waarvan geweten is dat het op het huidoppervlak afgezet werd is sideriet (ijzerspaat), een ijzercarbonaat. Sideriet heeft de roestige kleur aan de mummie gegeven.
Bacterieel geproduceerde mineralen fixeerden het zand (sediment) dat de mummie omgaf. In essentie vormde deze fixatie een mal van het oppervlak van de huid waardoor de vorm van het lichaam bewaard bleef. Later werd deze mal met sediment gevuld, op welke manier is niet bekend. Wat het tentoongestelde fossiel laat zien is een afgietsel in zand (sediment). De positie in dit afgietsel van de beenderen in anatomisch verband toont duidelijk dat het skelet niet uiteen viel op de bodem van de mal van het kadaver eens de weke delen ontbonden waren. Omdat het skelet van de hadrosauriër in verhouding tot de vorm van het lichaam in de oorspronkelijke anatomische positie gebleven is, moet er vroege mineralisatie plaats gevonden hebben waardoor de beenderen op hun juiste anatomische plaats verankerd werden. Deze mineralisatie trad waarschijnlijk tezelfdertijd met de ontbinding op. De mineralisatie- en ontbindingssnelheid werd vermoedelijk bepaald door het soort weefsel, bijvoorbeeld spierweefsel of ligamentweefsel, welke aan zeer verschillende snelheden ontbinden. Deze processen vonden plaats in een anaeroob (zuurstofvrij) milieu aan een zeer lage snelheid. Meer dan waarschijnlijk werden de ionen die gebruikt werden tijdens vroege mineraalvorming door de bacteriën bevrijd uit zacht weefsel (zoals ijzer uit bloed). Ook vroege mineralisatie van organen kan hebben plaatsgevonden, maar dit kan enkel door middel van computertomografie en/of gedetailleerde röntgenanalyse vastgesteld worden.

## Systematiek
AMNH 5060 is de fossiele mummie van de soort Edmontosaurus annectens Marsh, 1892. Initieel werd de mummie door Barnum Brown in 1911 benoemd als Trachodon annectens. In die tijd omvatte het geslacht Trachodon bijna alle bekende hadrosauride specimina. Vanaf 1942 werd AMNH 5060 toegewezen aan Anatosaurus copei Lull & Wright, 1942 dat in 1990 in een eigen geslacht, Anatotitan geplaatst werd. Nu beschouwen de meeste onderzoekers Anatotitan copei als een synoniem van Edmontosaurus annectens.
Superorde Dinosauria Owen, 1842 
Orde Ornithischia Seeley, 1887
Klade Genasauria Sereno, 1986
Klade Cerapoda Sereno, 1986 (= klade Neornithischia Cooper, 1985)
Klade Euornithopoda Sereno, 1998 (= onderorde Ornithopoda Marsh, 1881) 
Klade Iguanodontia Dollo, 1888 
Klade Dryomorpha Sereno, 1986
Klade Ankylopollexia Sereno, 1986
Klade Styracosterna Sereno, 1986
Klade Hadrosauriformes Sereno, 1998
Superfamilie Hadrosauroidea Cope, 1869
Familie Hadrosauridae Cope, 1869
Onderfamilie Hadrosaurinae Cope, 1869 
Geslachtengroep Edmontosaurini Sereno, 2005
Geslacht Edmontosaurus Lambe, 1917
Soort Edmontosaurus annectens Marsh, 1892 (= Anatotitan copei Lull & Wright, 1942)